# Rijksweg 6

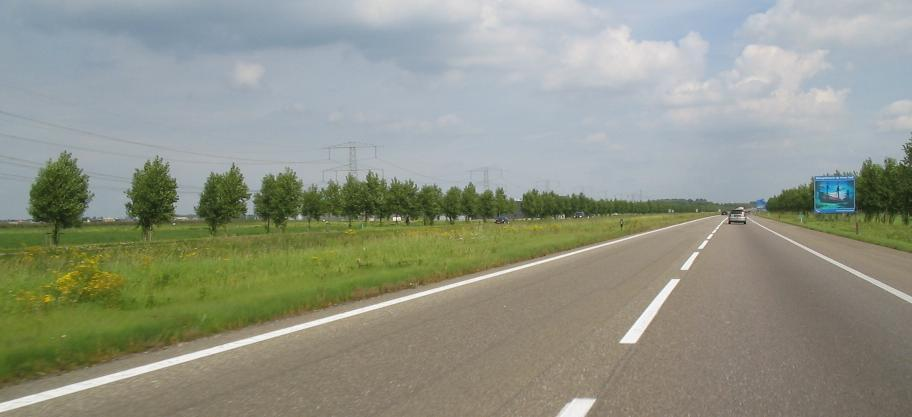
Die A6 zwischen Almere und Lelystad

Der Rijksweg 6 ist eine Autobahn, die im nördlichen Teil der Niederlande in Süd-Nord-Richtung verläuft. Sie beginnt am Knooppunt Muiderberg im Osten von Amsterdam und endet am Knooppunt Joure in der Nähe von Heerenveen, wo sie in die A7 mündet. Sie führt an den Gemeinden Almere, Lelystad, Emmeloord und Joure vorbei.
Die A6 bildet eine wichtige Verbindung zwischen Amsterdam und dem Norden der Niederlande. Durch die am Knooppunt Almere verbundene A27 wurde diese Verbindung noch weiter verbessert.
Auf der Strecke der A6 liegen zwei bewegliche Brücken, durch die es besonders im Sommerreiseverkehr oft zu Staus auf der A6 kommt. Das betrifft die Ketelbrug, in Flevoland, die über das Ketelmeer geht und die Friesische Scharsterrijnbrug.
Früher war der Abschnitt zwischen dem Knooppunt Emmeloord und dem Knooppunt Joure Bestandteil der A50/N50. Als dann aber die A6 geplant wurde, wurde der Abschnitt umbenannt. Ursprünglich war es geplant, dass die A6 von Emmeloord aus über Wolvega, Oosterwolde und Roden bis nach Groningen verlaufen sollte. Dieser Teil der Planungen wurde später verworfen.

## Bilder

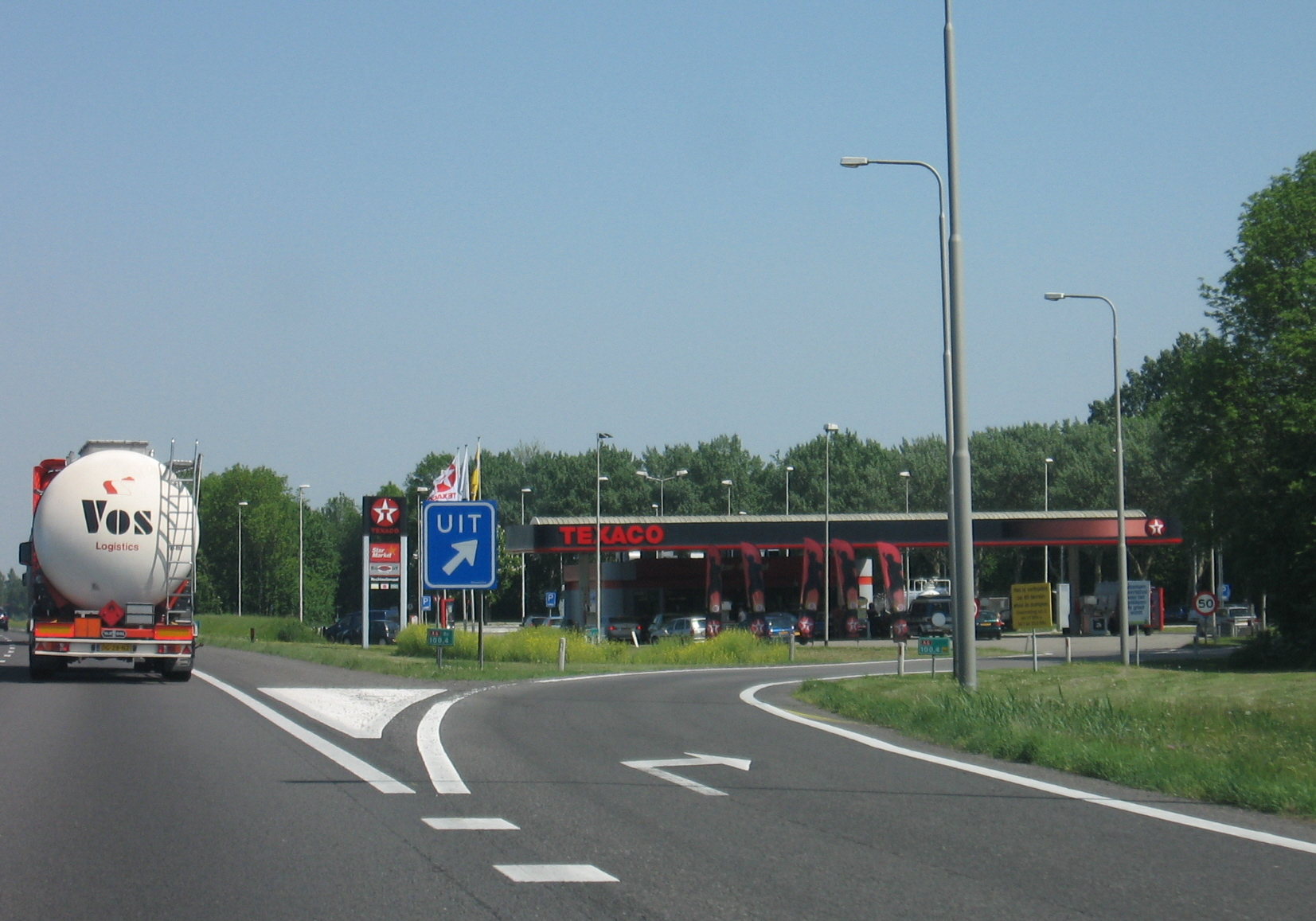
Tankstelle De Abt
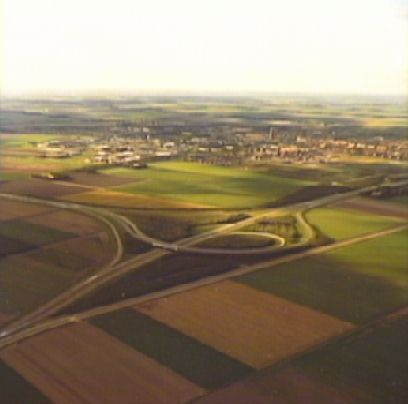
Der Knooppunt Emmeloord
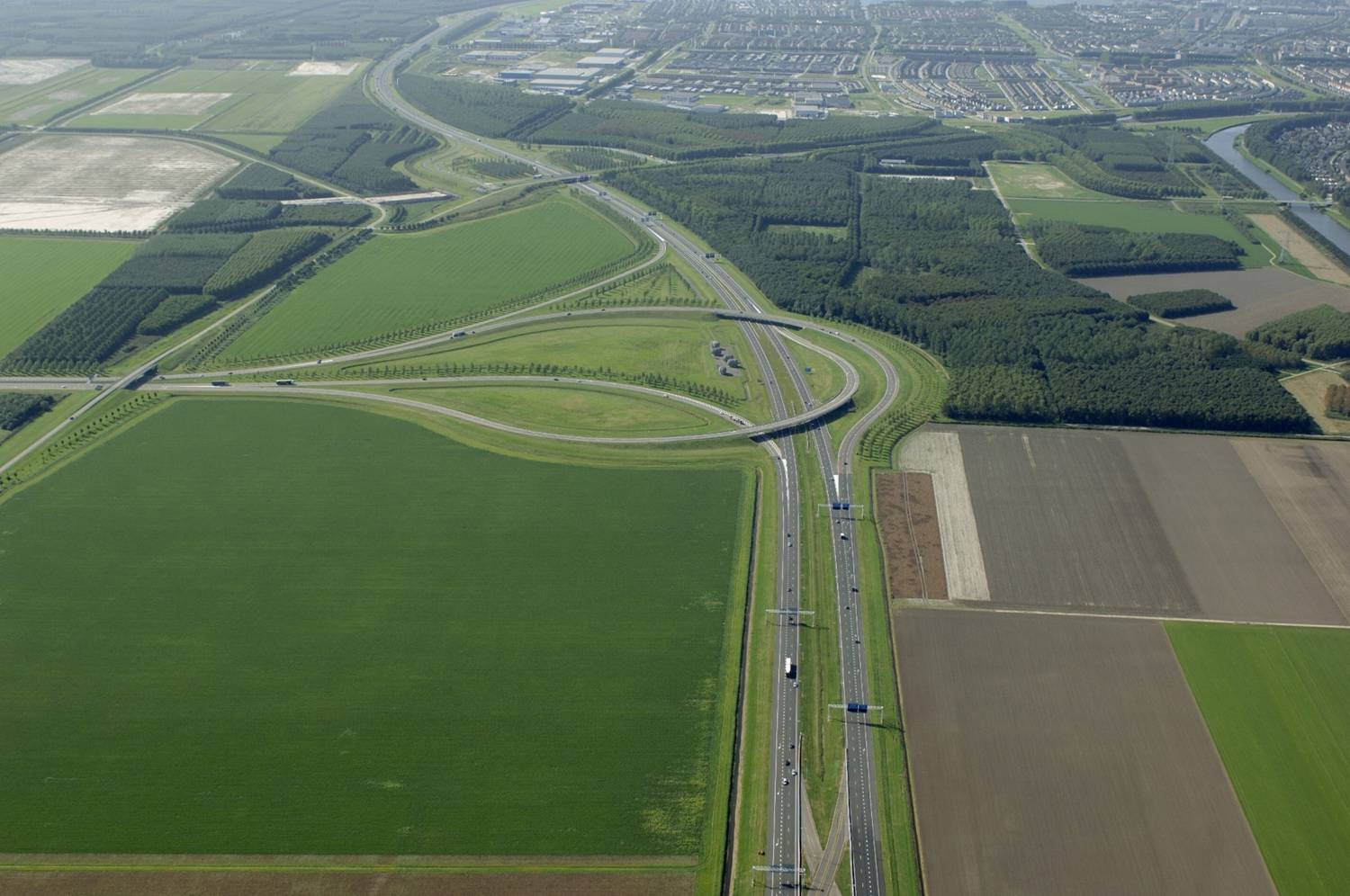
Der Knooppunt Almere
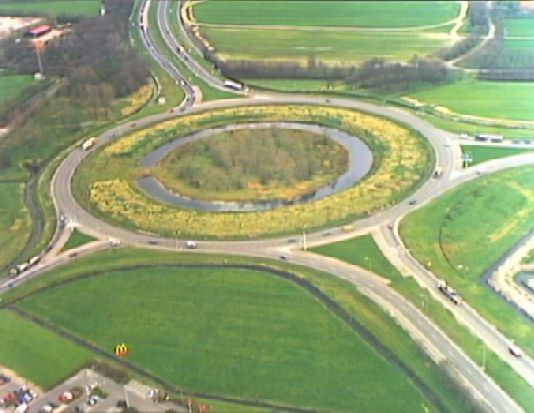
Der Knooppunt Joure vor seinem Umbau
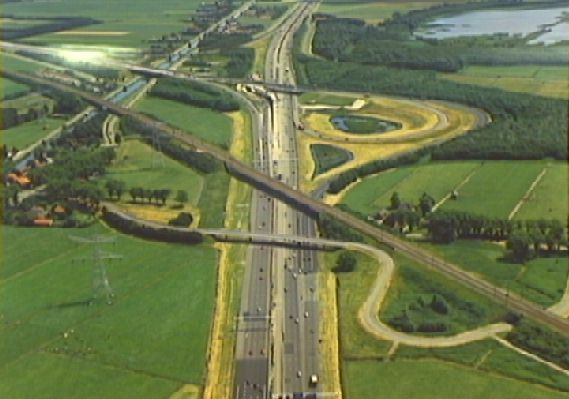
Der Knooppunt Muiderberg